# Косово на Європейських іграх 2015
Косово на перших Європейських іграх у Баку було представлене 19 атлетами. Бронзову нагороду для Косова здобула Нора Г'якова (Nora Gjakova) 25 червня 2015 року в змаганнях по дзюдо серед жінок до 57 кг.

## Медалісти
| Медаль | Спортсмен   | Спорт | Дисципліна       | Дата           |
| ------ | ----------- | ----- | ---------------- | -------------- |
| Бронза | Нора Гякова | Дзюдо | До 57 кг (жінки) | 25 червня 2015 |